# Rocca Orsini
A Rocca Orsini (Castelo Orsini) localiza-se na cidade de Scurcola Marsicana, província de L'Aquila, na região de Abruzos (Itália).